# Gouvernement May I
Pour les articles homonymes, voir Gouvernement May.
Royaume-Uni
Cameron II May II
Le gouvernement May I (en anglais : First May ministry) est le gouvernement du Royaume-Uni de Grande-Bretagne et d'Irlande du Nord entre le 13 juillet 2016 et le 11 juin 2017, sous la 56e législature de la Chambre des communes.
Il est dirigé par la conservatrice Theresa May, successeure de David Cameron après sa démission. Il succède au gouvernement Cameron II et cède le pouvoir au gouvernement May II après que le Parti conservateur a remporté les élections générales de 2017 sans majorité absolue.

## Historique du mandat
Ce gouvernement est dirigé par la nouvelle Première ministre Theresa May, précédemment secrétaire d'État à l'Intérieur. Il est constitué et soutenu par le Parti conservateur, qui dispose seul de 330 députés sur 650, soit 50,8 % des sièges de la Chambre des communes.
Il est formé à la suite de la démission de David Cameron, au pouvoir depuis mai 2010.
Il succède donc au gouvernement Cameron II, constitué et soutenu dans les mêmes conditions.

### Formation
Le 24 juin 2016, au lendemain du référendum sur l'appartenance du Royaume-Uni à l'Union européenne qui donne la victoire au retrait du pays de l'Union (Brexit), le Premier ministre David Cameron annonce son intention de quitter le pouvoir, assurant initialement sa volonté de gérer la transition jusqu'à la conférence annuelle du Parti conservateur, prévue en octobre suivant. Un vote au sein du groupe parlementaire le 7 juillet sélectionne la secrétaire d'État à l'Intérieur Theresa May et la ministre d'État de l'Énergie Andrea Leadsom pour briguer au suffrage des militants la direction des Tories.
Après le renoncement d'Andrea Leadsom le 11 juillet, Theresa May est proclamée cheffe du Parti conservateur et David Cameron fait savoir qu'il remettra sa démission à la reine Élisabeth II deux jours plus tard, à l'issue de sa dernière séance de questions d'actualité aux Communes. Le 13 juillet, Theresa May est effectivement nommée à la tête du gouvernement britannique par la souveraine.
Le même jour, elle dévoile la composition de son gouvernement, qui compte notamment Boris Johnson, ancien maire de Londres et candidat putatif à la direction du parti, au poste de secrétaire d'État aux Affaires étrangères et du Commonwealth, le prédécesseur de ce dernier, Philip Hammond, comme chancelier de l'Échiquier, et le député David Davis en qualité de secrétaire d'État à la Sortie de l'Union européenne.

### Succession
La Première ministre fait savoir le 18 avril 2017 qu'elle a l'intention de proposer au Parlement la convocation d'élections législatives anticipées, pour lesquelles elle doit obtenir l'accord de la Chambre des communes à la majorité des deux tiers. Celle-ci donne son aval le lendemain, après un court débat et par 522 voix pour et 13 contre, le scrutin étant organisé le 8 juin suivant.
Le résultat donne la victoire aux conservateurs avec 318 députés contre 262 au Parti travailliste mais conduit les vainqueurs à perdre leur majorité absolue en sièges. Reconduite dans ses fonctions, Theresa May met en place son second gouvernement trois jours après la tenue des élections, le 11 juin. Elle conclut le 28 juin suivant un accord de soutien sans participation avec le Parti unioniste démocrate, qui lui apporte l'appui de ses dix députés.

## Composition
- Par rapport au gouvernement Cameron II, les nouveaux membres sont indiqués en gras, ceux ayant changé d'attributions le sont en italique.

| Fonction                                                                           | Titulaire | Titulaire | Titulaire          | Parti        |
| ---------------------------------------------------------------------------------- | --------- | --------- | ------------------ | ------------ |
| Première ministre Premier lord du Trésor Ministre de la Fonction publique          |           |           | Theresa May        | Conservateur |
| Chancelier de l'Échiquier Second lord du Trésor                                    |           |           | Philip Hammond     | Conservateur |
| Secrétaire d'État aux Affaires étrangères et du Commonwealth                       |           |           | Boris Johnson      | Conservateur |
| Secrétaire d'État à l'Intérieur                                                    |           |           | Amber Rudd         | Conservateur |
| Secrétaire d'État à la Défense                                                     |           |           | Michael Fallon     | Conservateur |
| Lord chancelier Secrétaire d'État à la Justice                                     |           |           | Liz Truss          | Conservateur |
| Secrétaire d'État à la Sortie de l'Union européenne                                |           |           | David Davis        | Conservateur |
| Secrétaire d'État au Commerce international Président de la Commission du Commerce |           |           | Liam Fox           | Conservateur |
| Secrétaire d'État à l'Éducation Ministre des Femmes et des Égalités                |           |           | Justine Greening   | Conservateur |
| Secrétaire d'État à la Santé                                                       |           |           | Jeremy Hunt        | Conservateur |
| Secrétaire d'État au Travail et aux Retraites                                      |           |           | Damian Green       | Conservateur |
| Secrétaire d'État aux Affaires, à l'Énergie et à la Stratégie industrielle         |           |           | Greg Clark         | Conservateur |
| Secrétaire d'État à l'Environnement, à l'Alimentation et aux Affaires rurales      |           |           | Andrea Leadsom     | Conservateur |
| Secrétaire d'État aux Transports                                                   |           |           | Chris Grayling     | Conservateur |
| Secrétaire d'État au Développement international                                   |           |           | Priti Patel        | Conservateur |
| Secrétaire d'État aux Communautés et aux Collectivités locales                     |           |           | Sajid Javid        | Conservateur |
| Secrétaire d'État pour l'Écosse                                                    |           |           | David Mundell      | Conservateur |
| Secrétaire d'État pour le Pays de Galles                                           |           |           | Alun Cairns        | Conservateur |
| Secrétaire d'État pour l'Irlande du Nord                                           |           |           | James Brokenshire  | Conservateur |
| Secrétaire d'État à la Culture, aux Médias et aux Sports                           |           |           | Karen Bradley      | Conservateur |
| Leader de la Chambre des communes Lord président du Conseil                        |           |           | David Lidington    | Conservateur |
| Leader de la Chambre des lords Lord du sceau privé                                 |           |           | Natalie Evans      | Conservateur |
| Participant aux réunions du cabinet                                                |           |           |                    |              |
| Secrétaire en chef du Trésor                                                       |           |           | David Gauke        | Conservateur |
| Ministre d'État au bureau du Cabinet Payeur général                                |           |           | Ben Gummer         | Conservateur |
| Procureur général                                                                  |           |           | Jeremy Wright      | Conservateur |
| Whip en chef Secrétaire parlementaire du Trésor                                    |           |           | Gavin Williamson   | Conservateur |
| Chancelier du duché de Lancastre Président du Parti conservateur                   |           |           | Patrick McLoughlin | Conservateur |